# Gorčik
Grčik (ili Gorčik) je nenaseljeni hrvatski jadranski otočić. Nalazi se uz sjevernu obalu Korčule, u blizini Vele Luke.
Površina otočića iznosi 9810 m². Dužina obalne crte iznosi 381 m, a iz mora se uzdiže 7 m.